# Wilhelm Bernadotte

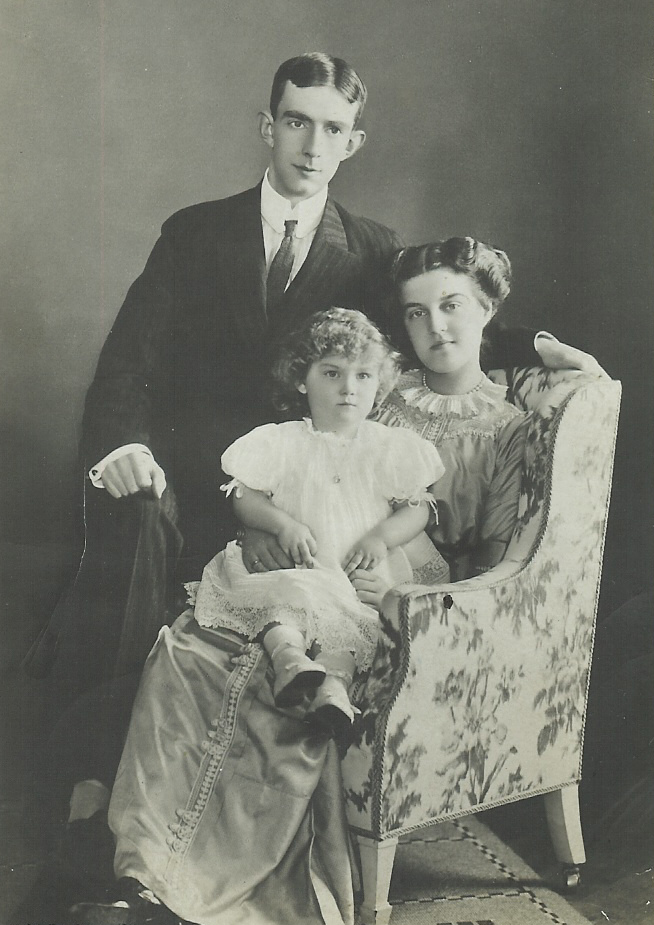
Książę Wilhelm i jego żona Maria z synem Lennartem (1911)

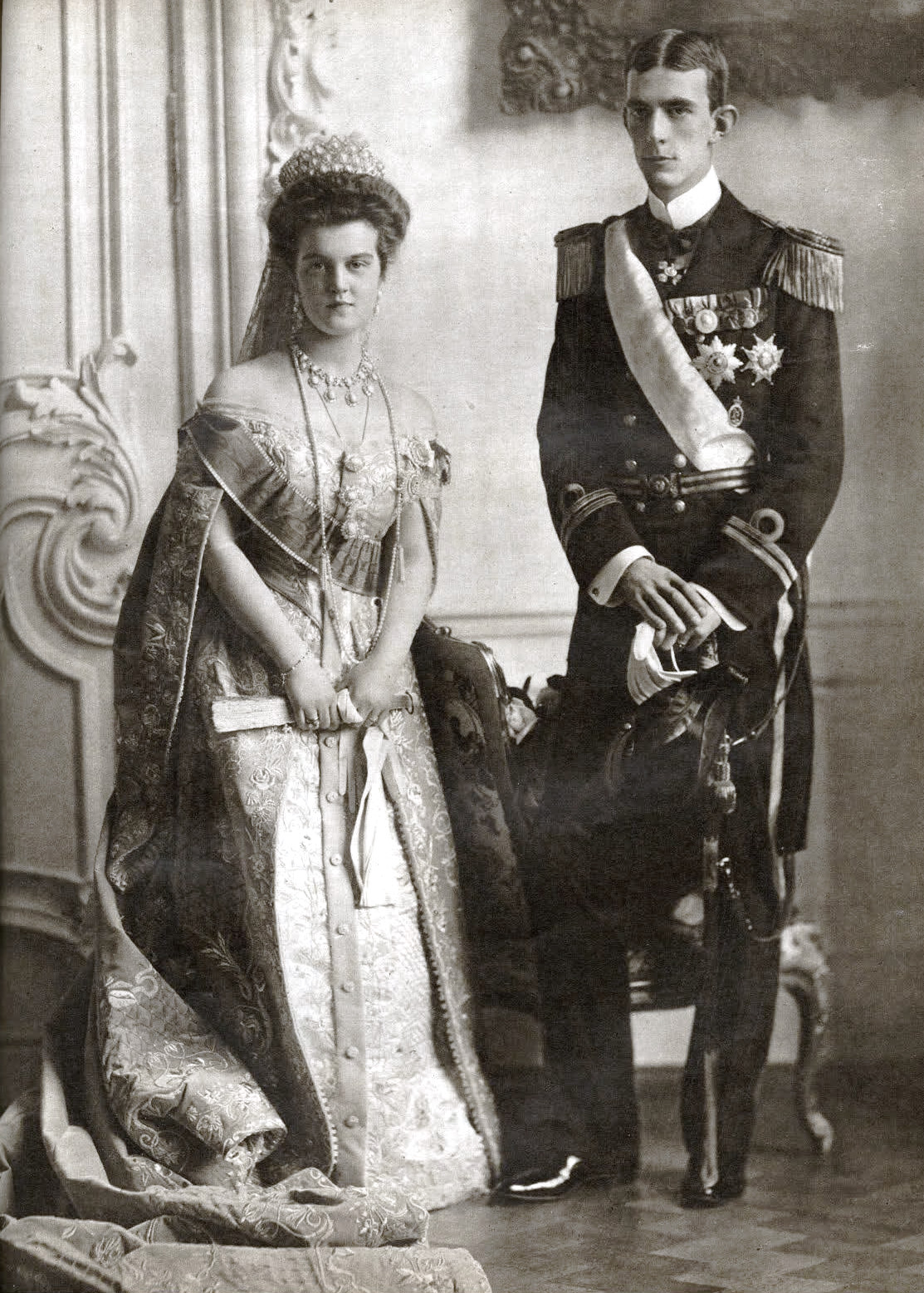
Książę Wilhelm i księżna Maria Pawłowna (1908)

Wilhelm Bernadotte, właśc. Carl Wilhelm Ludvig (ur. 17 czerwca 1884, zm. 5 czerwca 1965) – książę Sudermanii. Syn króla Szwecji Gustawa V i Wiktorii Badeńskiej, córki wielkiego księcia Badenii Fryderyka I Badeńskiego. Brat króla Szwecji Gustawa VI Adolfa.

## Życiorys
Urodził się w rezydencji królewskiej w Tullgarn (gmina Södertälje). 20 kwietnia 1908 w Petersburgu poślubił Marię Pawłowną Romanową, wielką księżną Rosji (1890–1958), córkę wielkiego księcia Pawła Aleksandrowicza (syna Aleksandra II, cara Rosji), i jego żony – Aleksandry Gieorgiewny (córki Jerzego I, króla Grecji). Para doczekała się jednego syna:
- Lennarta Bernadotte (1909–2004).

Małżeństwo nie było szczęśliwe. W 1913 księżna wróciła do Rosji, a w 1914 para rozwiodła się. Wilhelm prawie 30 lat życia spędził bez ślubu z Francuzką Jeanne de Tramcourt (1875–1952), która była od niego 10 lat starsza. Oficjalnie była ona gospodynią w jego pałacyku w Stenhammar (Gmina Flen, Södermanland). Zginęła w wypadku samochodowym w czasie śnieżycy po noworocznych odwiedzinach u Lennarta. Książę, który wówczas prowadził, do końca życia nie mógł się z tego otrząsnąć. W 1971 wydał poświęcone jej Breven till Jeanne ((szw.) Listy do Jeanne).
Po rodzicach odziedziczył zamiłowanie do dalekich podróży. Uczestniczył w wielu wyprawach naukowych, etnograficznych, archeologicznych, także w polowaniach. Odwiedził Tajlandię, Afrykę i Amerykę Środkową. Współpracował przy wielu filmach dokumentalnych. Zasłynął jako fotograf i pisarz. Pisał wiersze, powieści i opowiadania o podróżach. Wydał wiele książek, m.in.:
- Indisk erotik (Erotyka indyjska), 1912,
- Amerika från estraden (Ameryka z podium), 1928
- Känner du landet (Czy znasz ten kraj?), 1950.

Zmarł na rozedmę płuc w Stenhammar.

## Odznaczenia
Szwedzkie
- Order Serafinów
- Order Karola XIII
- Odznaka Pamiątkowa Króla Króla Oskara II (1897, Szwecja)
- Medal Srebrnego Wesela Księcia Gustawa i Księżnej Wiktorii (1906, Szwecja)
- Odznaka Pamiątkowa Złotego Wesela Króla Oskara II i Królowej Zofii (1907, Szwecja)
- Odznaka Jubileuszowa 70 Urodzin Króla Gustawa V (1928, Szwecja)

Zagraniczne
- Order Lwa (Norwegia)
- Order Świętego Olafa (Norwegia)
- Order Wierności (Badenia)
- Medal Jubileuszowy Rządu (Badenia, 1906)
- Medal Pamiątkowy Złotego Wesela Fryderyka i Ludwiki (Badenia)
- Order Leopolda (Belgia)
- Order Słonia (Dania)
- Order Muhammada Ali (Egipt)
- Order Białej Róży (Finlandia)
- Order Legii Honorowej (Francja)
- Order Annuncjaty (Włochy)
- Order Lwa Niderlandzkiego (Holandia)
- Order Orła Czarnego (Prusy)
- Order Orła Czerwonego (Prusy)
- Order Świętego Andrzeja (Rosja)
- Order Świętego Aleksandra Newskiego (Rosja)
- Order Orła Białego (Rosja)
- Order Świętej Anny (Rosja)
- Order Świętego Stanisława (Rosja)
- Order Karola I (Rumunia)
- Order Maha Chakri (Syjam)
- Królewski Order Wiktoriański (Wielka Brytania)
- Order Trwałego Pokoju (Tunezja)
- Order Osmana (Turcja)
- Złoty Medal Zasługi (Turcja)
- Medal Koronacji (Wielka Brytania)
- Medal Koronacji (Syjam)
- Medal Pamiątkowy Cesarza Wilhelma I (Prusy)
- Medal Wolności Króla Chrystiana X (Dania)[4]

## Genealogia
| Prapradziadkowie                                  | Król Szwecji i Norwegii Karol XIV Jan (1763–1844) ∞1797 Dezyderia Clary (1777–1860)    | Eugeniusz de Beauharnais (1781–1824) ∞1806 Augusta Amalia Wittelsbach (1788–1851)      | książę Fryderyk Wilhelm Nassau-Weilburg (1768–1816) ∞1788 Luiza Izabela Kirchberg (1772–1827) | Paweł Wirtemberski (1785–1852) ∞1805 Charlotta Wettyn (1787–1847)                      | Karol Fryderyk Badeński (1728–1811) ∞1787 Ludwika Karolina Geyersberg (1768–1820) | król Szwecji Gustaw IV Adolf (1778–1837) ∞1797 Fryderyka Dorota Badeńska (1781–1826) | król Prus Fryderyk Wilhelm III Hohenzollern (1770–1840) ∞1793 Luiza Mecklemburg-Strelitz (1776–1810) | Karol Fryderyk Sachsen-Weimar-Eisenach (1783–1853) ∞1804 Maria Pawłowna Romanowa (1786–1859) |
| Pradziadkowie                                     | Król Szwecji i Norwegii Oskar I (1799–1859) ∞1823 Józefina de Beauharnais (1807–1876)  | Król Szwecji i Norwegii Oskar I (1799–1859) ∞1823 Józefina de Beauharnais (1807–1876)  | Wilhelm Nassau (1792–1839) ∞1829 Paulina Wirtemberska (1810–1856)                             | Wilhelm Nassau (1792–1839) ∞1829 Paulina Wirtemberska (1810–1856)                      | Leopold Badeński (1790–1852) ∞1819 Zofia Wilhelmina holsztyńska (1801–1865)       | Leopold Badeński (1790–1852) ∞1819 Zofia Wilhelmina holsztyńska (1801–1865)          | Cesarz niemiecki Wilhelm I Hohenzollern (1797–1888) ∞1829 Augusta Sachsen-Weimar (1811–1890)         | Cesarz niemiecki Wilhelm I Hohenzollern (1797–1888) ∞1829 Augusta Sachsen-Weimar (1811–1890) |
| Dziadkowie                                        | Król Szwecji i Norwegii Oskar II (1829–1907) ∞1857 Zofia Wilhelmina Nassau (1836–1913) | Król Szwecji i Norwegii Oskar II (1829–1907) ∞1857 Zofia Wilhelmina Nassau (1836–1913) | Król Szwecji i Norwegii Oskar II (1829–1907) ∞1857 Zofia Wilhelmina Nassau (1836–1913)        | Król Szwecji i Norwegii Oskar II (1829–1907) ∞1857 Zofia Wilhelmina Nassau (1836–1913) | Fryderyk I Badeński (1826–1907) ∞1856 Ludwika Maria Hohenzollern (1836–1923)      | Fryderyk I Badeński (1826–1907) ∞1856 Ludwika Maria Hohenzollern (1836–1923)         | Fryderyk I Badeński (1826–1907) ∞1856 Ludwika Maria Hohenzollern (1836–1923)                         | Fryderyk I Badeński (1826–1907) ∞1856 Ludwika Maria Hohenzollern (1836–1923)                 |
| Rodzice                                           | Król Szwecji Gustaw V (1858–1950) ∞1881 Wiktoria Badeńska (1862–1930)                  | Król Szwecji Gustaw V (1858–1950) ∞1881 Wiktoria Badeńska (1862–1930)                  | Król Szwecji Gustaw V (1858–1950) ∞1881 Wiktoria Badeńska (1862–1930)                         | Król Szwecji Gustaw V (1858–1950) ∞1881 Wiktoria Badeńska (1862–1930)                  | Król Szwecji Gustaw V (1858–1950) ∞1881 Wiktoria Badeńska (1862–1930)             | Król Szwecji Gustaw V (1858–1950) ∞1881 Wiktoria Badeńska (1862–1930)                | Król Szwecji Gustaw V (1858–1950) ∞1881 Wiktoria Badeńska (1862–1930)                                | Król Szwecji Gustaw V (1858–1950) ∞1881 Wiktoria Badeńska (1862–1930)                        |
| Wilhelm Bernadotte (1884–1965), książę Sudermanii |                                                                                        |                                                                                        |                                                                                               |                                                                                        |                                                                                   |                                                                                      | |                                                                                              |